# 12365 Yoshitoki
12365 Yoshitoki (1993 YD) là một tiểu hành tinh vành đai chính được phát hiện ngày 17 tháng 12 năm 1993 bởi T. Kobayashi ở Oizumi.